# Emeljanopleroma zarudnyi
Emeljanopleroma zarudnyi är en insektsart som först beskrevs av Alexander Fyodorovich Emeljanov 1984.  Emeljanopleroma zarudnyi ingår i släktet Emeljanopleroma och familjen Kinnaridae. Inga underarter finns listade i Catalogue of Life.